# Медуза (картина Рубенса)
«Медуза» (нід. Medusa) — картина Пітера Пауля Рубенса, створена 1618 року. Зберігається в Музеї історії мистецтв у Відні.

## Опис
Голова Медуза — не надто поширена тема в образотворчому мистецтві. До Рубенса до цього сюжету зверталися Леонардо да Вінчі (обидві версії картини не збереглися) та Караваджо (див. Медуза (картина Караваджо)). Припускають, що під час своєї подорожі до Італії Рубенс міг бачити картину Караваджо, проте вибір теми міг йти й від замовника.
Загалом розробка теми Медузи в Рубенса відрізняється від полотна Караваджо. На картині-щиті Караваджо Медуза зображена в момент передсмертного крику, тоді як Рубенс показав вже відрубану голову Медузи. Голова лежить на кам'яній плиті на тлі похмурого пейзажу. Напіврозтулений рот, осклені, вирячені очі й мертвотна блідість шкіри покликані викликати в глядача почуття жаху й відрази до такої брутальної смерті. Ефект посилюється численними зміями, які продовжують жити, переплітаючись й жалячи одна одну. З крові, що струмує з відрубаної голови утворюються нові змійки. Почуття відрази посилюють зображені на картині скорпіон, саламандра та павуки, які в західноєвропейському живописі традиційно символізують приналежність до зла й світу диявола.
Тварини зображені на картині з великою старанністю й точністю. Можливо, замовником картини був заможний власник приватної кунсткамери, де витвори мистецтва поєднувалися з рідкісними природними експонатами. Таке колекціонерство було доволі поширене в той час. Зрештою й сам Рубенс був пристрасним колекціонером природознавчих раритетів.